# Xie Fuzhi
Xie Fuzhi (cinese: 谢富治; pinyin: Xiè Fùzhì; Wade-Giles: Hsieh Fu-chih; Huang'an, 26 settembre 1909 – Pechino, 26 marzo 1972) è stato un politico e militare cinese.

## Biografia

### Carriera militare e politica
Xie nacque a Huang'an, Hubei, nel 1909. Nel 1931 si iscrisse al Partito Comunista Cinese, entrando anche nell'Esercito Popolare di Liberazione.
Prima del 1949, Xie fu commissario politico nella 4ª colonna della 2ª Armata, servendo quindi direttamente sotto Deng Xiaoping, commissario politico della 2ª Armata. Partecipò alla Campagna Huaihai fra il 1948 e il 1949 come commissario politico della 41ª Divisione.
Dopo la nascita della Repubblica Popolare Cinese, Xie divenne commissario politico della 4ª Armata. Allo stesso tempo servì anche sotto il generale Chen Xilian come vicecommissario politico della 3ª Armata.
Con la nascita della Repubblica popolare, prese l'avvio anche la carriera politica di Xie. Fra il 1952 e il 1959 fu infatti segretario del Comitato Provinciale dello Yunnan del Partito Comunista Cinese. L'VIII Congresso del PCC lo elesse membro del Comitato centrale. Lavorò strettamente con il Ministero della pubblica sicurezza e, nel 1959, sostituì Luo Ruiqing come ministro.

### La Rivoluzione Culturale
Allo scoppio della Rivoluzione Culturale, Xie fu subito uno dei suoi sostenitori, sostenendo il ruolo attivo delle guardie rosse e assicurando loro il sostegno del suo Ministero, questo già nell'estate del 1966. Nello stesso anno, venne nominato membro candidato del Politburo del Partito Comunista.
Il 1967 vide un notevole rafforzamento dell'influenza di Xie Fuzhi. Divenuto membro del Comitato rivoluzionario di Pechino, divenne poco dopo sindaco della capitale cinese e segretario del Comitato di Partito locale. Il IX Congresso del Partito (1969) lo confermò a queste cariche e lo promosse a membro effettivo del Politburo.
Nel luglio 1967, Xie giocò un ruolo fondamentale per evitare che il generale Chen Zaidao, comandante di un gruppo di guardie rosse particolarmente estremiste, prendesse il controllo di Wuhan combattendo la Centrale generale dei lavoratori, che aveva la maggioranza nel Comitato Rivoluzionario locale. Xie e Wang Li vennero inviati dal primo ministro Zhou Enlai a convincere Chen Zaidao a consegnare le armi. Appena arrivati, il 20 luglio, i due vennero catturati dalle forze del generale Chen. Tuttavia, le forze dell'Esercito Popolare di Liberazione fedeli a Xie riuscirono ad arrestare Chen, mettendo fine alla crisi. Tornati a Pechino, Xie e Wang vennero accolti da una manifestazione di massa in Piazza Tienanmen il 25 luglio.
Nonostante la brutta esperienza, Xie rimase un fermo sostenitore della Rivoluzione Culturale. Morì nel 1972, un anno prima del X Congresso nazionale del Partito Comunista Cinese, a soli 63 anni.
Durante il processo alla "Banda dei Quattro", anche Xie Fuzhi venne preso di mira da Deng Xiaoping e accusato postumo di essere uno dei responsabili degli eccessi della Rivoluzione Culturale e di essersi reso reo di "attività antipartito".